# Larson!
Larson! var en svensk serietidning som gavs ut mellan 1988 och 2009. Namnet anspelar på tecknaren Gary Larson, vars återkommande skämtteckningar under rubriken The Far Side hade en framträdande roll i tidningen under hela dess utgivning. The Far Sides stilbildande humor präglade även valen av andra serier till tidningen.
Larson! gavs i tur och ordning ut av Pandora Press, Atlantic, Egmont, Full Stop Media och Schibsted Förlagen. Schibsted lade efter 2009 ner all sin serietidningsutgivning i Sverige och i samma veva upphörde syndikeringen av Gary Larsons The Far Side, vilket innebar att utgivningen inte heller kunde tas över av ett annat förlag. Istället fortsatte flera av de dåvarande serierna, däribland långkörare som Dilbert och Monty, i Egmonts nystartade tidning Nya Serieparaden.

## Serier och skämttecknare som förekommit i Larson!
- B. Kliban
- Berglins av Jan Berglin
- Bizarro av Dan Piraro
- Brewster Rockit av Tim Rickard
- Bulan av Dave Coverly
- Bystan av Aaron McGruder
- De flygande McCoys av Glenn och Gary McCoy
- De små rackarna i sandlådan av Joakim Pirinen
- Dilbert av Scott Adams
- Ernie av Bud Grace
- The Far Side av Gary Larson
- FoxTrot av Bill Amend
- Get Fuzzy av Darby Conley
- Baxter av Glen Baxter
- Grimmy av Mike Peters
- Havets huliganer av Chip Dunham
- Irrvägen av Jerry Van Amerongen
- J.P. Krax av Jeff MacNelly
- Livet leker av Frank Cho
- Madam & Eva av Rico Schacherl, Harry Dugmore och Stephen Francis
- Meehan Streak av Kieran Meehan
- Robotman/Monty av Jim Meddick
- Nemi av Lise Myhre
- Nichtlustig av Joscha Sauer
- Opus av Berke Breathed
- Pondus av Frode Øverli
- Pooch Café av Paul Gilligan
- Pärlor för svin av Stephan Pastis
- Quino av Quino
- Sigges lagun av Jim Toomey